# ケンペゴウダ国際空港
ケンペゴウダ国際空港 (ケンペゴウダこくさいくうこう、カンナダ語: ಕೆಂಪೇಗೌಡ ಅಂತರರಾಷ್ಟ್ರೀಯ ವಿಮಾನ ನಿಲ್ದಾಣ、Kempegowda International Airport) は、インドのベンガルール（バンガロール）近郊、カルナータカ州デーヴァナハッリにある国際空港。
旧称はバンガロール国際空港（Bangalore International Airport）。
2013年7月、インド内閣はカルナータカ州政府が中央政府に対して2009年から提出し続けてきた、ベンガルール空港をベンガルールの町を築いたケンペ・ゴウダ1世にちなんでケンペゴウダ国際空港に改名する案を許可した。これにより2013年12月14日よりベンガルール国際空港は正式にケンペゴウダ国際空港（Kempegowda International Airport）と改名された。

## 概要
市内には、ヒンドスタン航空機（HAL）の所有するHAL バンガロール空港があり、民間共用の空港として利用してきた。HAL バンガロール空港は軍用機の試験など軍用飛行場としての機能があるため、民間路線の発着数を増やすには限界があり、急増する民間航空需要に対応するために1991年に新空港建設計画が立てられた。新空港はベンガルール市内から約40km北方で2005年より建設が始まり、2008年5月24日に開港した。
インドの格安航空会社IndiGoやスパイスジェットの拠点空港である（かつてはキングフィッシャー航空やエア・デカンも拠点空港として使用していた）。
ターミナル1は2階建てで、1階(Ground Floor)の、正面から見て左半分が出発口(Departure)、右半分は到着口(Arrival)となっている。インドの空港の通例で、ターミナルに入るところで航空券(e-ticketなど)やパスポートの提示を求められるため、出迎え・見送り客はターミナル内に入ることはできない。1階でチェックインを済ませたあと、エスカレータで2階(First Floor)に上ると、両替所前を境に国内線は左へ、国際線は右へ進む(出国審査場が見える)ことを求められる。一方、国内線到着は2階搭乗橋(ボーディングブリッジ)もしくはランプバスで1階到着口に着いたあとは、1階で機内預け荷物を取る形だが、国際線到着の場合は、搭乗橋を渡って入国審査を受け、1階に下りて機内預け荷物を取って税関検査へ進む形となる。出口は国内線・国際線とも共通であり、両替所・プリペイドタクシー手配所・レンタカー窓口等がある。ターミナルビルを出ると、プラカードを掲げた出迎えの人たちの列を目にすることとなる。
2023年にターミナル2が完成、営業を開始した。2023年9月1日よりすべての国際線はターミナル2、国内線はターミナル1より発着することが通告されている。

## 就航航空会社と就航都市

### 国際線
| 航空会社                     | 就航地 |
| ---------------------------- | --- |
| エア・インディア             | ドバイ国際空港（ドバイ）、マレ国際空港（マレ）、マスカット国際空港（マスカット）、ロンドン・ガトウィック空港（ロンドン）   |
| スリランカ航空               | バンダラナイケ国際空港（コロンボ）                                                                                         |
| タイ国際航空                 | スワンナプーム国際空港（バンコク）                                                                                         |
| マレーシア航空               | クアラルンプール国際空港（クアラルンプール）                                                                               |
| エアアジア                   | クアラルンプール国際空港（クアラルンプール）                                                                               |
| シンガポール航空             | シンガポール・チャンギ国際空港（シンガポール）                                                                             |
| スクート                     | シンガポール・チャンギ国際空港（シンガポール）                                                                             |
| 日本航空                     | 成田国際空港（東京） |
| キャセイパシフィック航空     | 香港国際空港（香港） |
| エミレーツ航空               | ドバイ国際空港（ドバイ）                                                                                                   |
| エティハド航空               | アブダビ国際空港（アブダビ）                                                                                               |
| エア・アラビア               | シャールジャ国際空港（シャールジャ）                                                                                       |
| オマーン・エア               | マスカット国際空港（マスカット）                                                                                           |
| カタール航空                 | ハマド国際空港（ドーハ）                                                                                                   |
| サウディア                   | キング・ファハド国際空港（ダンマーム）、キング・アブドゥルアズィーズ国際空港（ジッダ）、キング・ハーリド国際空港（リヤド） |
| ブリティッシュ・エアウェイズ | ロンドン・ヒースロー空港（ロンドン）                                                                                       |
| エールフランス               | パリ＝シャルル・ド・ゴール空港（パリ）                                                                                     |
| ルフトハンザドイツ航空       | フランクフルト空港（フランクフルト）、ミュンヘン空港（ミュンヘン）                                                         |
| モーリシャス航空             | サー・シウサガル・ラングーラム国際空港（ポートルイス）                                                                     |

### 国内線
| 航空会社                       | 就航地 |
| ------------------------------ | --- |
| エア・インディア               | インディラ・ガンディー国際空港（デリー）、チェンナイ国際空港（チェンナイ）、ダーボーリム空港（ゴア）、ラジーヴ・ガンディー国際空港（ハイデラバード）、コーチン国際空港（コーチ）、ネータージー・スバース・チャンドラ・ボース国際空港（コルカタ）、チャトラパティ・シヴァージー国際空港（ムンバイ）、プネー空港（プネー）、トリヴァンドラム国際空港（ティルヴァナンタプラム） |
| エア・インディア・エクスプレス | マンガロール空港（マンガロール空港） |
| エア・インディア・リージョナル | アガッティ、コーチン国際空港（コーチ）、マンガロール空港（マンガロール空港） |
| エアアジア・インディア         | チャンディーガル空港（チャンディーガル）、チェンナイ国際空港（チェンナイ）、ダーボーリム空港（ゴア）、ジャイプル国際空港（ジャイプル）、コーチン国際空港（コーチ） |
| エア・コスタ                   | アフマダーバード空港（アフマダーバード）、コインバトール、ラジーヴ・ガンディー国際空港（ハイデラバード）、ジャイプル国際空港（ジャイプル）、ヴィジャヤワーダ空港（ヴィジャヤワーダ）、ヴィシャーカパトナム空港（ヴィシャーカパトナム） |
| GoAir                          | インディラ・ガンディー国際空港（デリー）、アフマダーバード空港（アフマダーバード）、バグドグラ、ダーボーリム空港（ゴア）、ジャイプル国際空港（ジャイプル）、ネータージー・スバース・チャンドラ・ボース国際空港（コルカタ）、ラクナウ、チャトラパティ・シヴァージー国際空港（ムンバイ）、ナーグプル、プネー空港（プネー）、カンヌール国際空港（マタヌール） |
| IndiGo                         | インディラ・ガンディー国際空港（デリー）、アガルタラ空港（アガルタラ）、アフマダーバード空港（アフマダーバード）、ブバネシュワール、チャンディーガル空港（チャンディーガル）、チェンナイ国際空港（チェンナイ）、ダーボーリム空港（ゴア）、グワーハーティー国際空港（グワーハーティー）、ラジーヴ・ガンディー国際空港（ハイデラバード）、インドール、ジャイプル国際空港（ジャイプル）、コーチン国際空港（コーチ）、ネータージー・スバース・チャンドラ・ボース国際空港（コルカタ）、ラクナウ、チャトラパティ・シヴァージー国際空港（ムンバイ）、ナーグプル、パトナ、プネー空港（プネー）、ラーイプル、ラーンチー、トリヴァンドラム、ヴァドーダラー、バラナシ、ヴィシャーカパトナム空港（ヴィシャーカパトナム）、カンヌール国際空港（マタヌール） |
| スパイスジェット               | インディラ・ガンディー国際空港（デリー）、アガルタラ空港（アガルタラ）、アフマダーバード空港（アフマダーバード）、アムリトサル、ベルガウム、チャンディーガル空港（チャンディーガル）、チェンナイ国際空港（チェンナイ）、ダーボーリム空港（ゴア）、グワーハーティー国際空港（グワーハーティー）、フブリ、ラジーヴ・ガンディー国際空港（ハイデラバード）、コーチン国際空港（コーチ）、ネータージー・スバース・チャンドラ・ボース国際空港（コルカタ）、カリカット国際空港（カリカット）、マンガロール空港（マンガロール空港）、チャトラパティ・シヴァージー国際空港（ムンバイ）、プネー空港（プネー）、シュリーナガル空港（シュリーナガル）、スーラト、ヴィジャヤワーダ空港（ヴィジャヤワーダ）、ヴィシャーカパトナム空港（ヴィシャーカパトナム） |

## 市内へのアクセス
市内への高速道路が建設され、バス、プリペイド・タクシーが運行されている。鉄道によるアクセスも計画されている。空港から市内へはタクシーで1時間くらいであるが、時間帯によっては渋滞により2時間以上要することもある。
車寄せのところにはタクシー(Airport Taxi: A/C & Metered)乗り場があり、更に空港内周回道路をまっすぐ突っ切った先の右手に空港連絡バスが発着するターミナルがある。その途中左手にはテーブルやベンチもある屋外式のコーヒーショップもあり、くつろぐことも可能。なお、出迎え・見送りの一般車については10分を超えると課金されるシステムがあり、また、車寄せでの停車もごく短時間しかできないため、早着するも利用者駐車場に入れずに出迎える場合は、一度車寄せを出て空港周回道路を回り直して待機するなりして出会うタイミングを計る必要がある。